# EX-344
La carretera EX-344 es de titularidad de la Junta de Extremadura. Su categoría es local. Su denominación oficial es   EX-344 , de Puebla de la Reina a Hornachos.

## Evolución futura de la carretera
La carretera se encuentra acondicionada dentro de las actuaciones previstas en el Plan Regional de Carreteras de Extremadura.